# Julije Makanec
Julije Makanec (Sarajevo, 19 settembre 1904 – Zagabria, 7 giugno 1945) è stato un politico, insegnante, scrittore e filosofo croato, durante la seconda guerra mondiale fu ministro dell'Istruzione dello Stato indipendente di Croazia e membro di alto rango degli ustascia.

## Biografia
Makanec nacque a Sarajevo, studiò all'Università di Zagabria e conseguì il dottorato in filosofia nel 1927. Tra il 1929 e il 1940 fu professore del ginnasio a Koprivnica, Bjelovar e in diverse altre località della Croazia, oltre che a Leskovac.
Nel novembre 1940 divenne sindaco di Bjelovar nelle file del Partito Contadino Croato, qui svolse un ruolo importante nella ribellione di Bjelovar dell'8 aprile dello stesso anno quando dichiarò la "resurrezione dello Stato croato", dopo la rivolta dei croati nel Regio Esercito Jugoslavo durante i primi giorni dell'invasione della Jugoslavia.

### Seconda guerra mondiale
Secondo il suo stesso racconto, Makanec prestò giuramento agli ustascia nell'aprile 1941 pochi giorni dopo la nascita dello Stato Indipendente di Croazia, ma gli storici ritengono che Makanec possa essersi unito agli ustascia molto prima, alla fine del 1939 o all'inizio del 1940. Poco dopo la formazione del nuovo governo ustascia prestò servizio come aiutante di campo nel quartier generale dell'esercito croato di Bilogora, a Bjelovar.
Dal 1942 fu a capo dell'educazione della Gioventù Ustaše. Nel marzo 1943 fu nominato professore straordinario di filosofia presso la Facoltà di Filosofia di Zagabria. Nell'ottobre 1943 divenne Ministro dell'Istruzione dello Stato Indipendente di Croazia. Scrisse anche libri nel suo campo e contribuì a vari periodici e giornali. In un opuscolo del 1942 intitolato Ustaške vrline, Makanec si schierò apertamente a favore del genocidio:"[...] ogni comunità ha il diritto di sterminare, distruggere o almeno rendere inoffensivi quegli individui che la indeboliscono e la portano alla rovina a causa della loro assoluta mancanza di virtù".
Il 6 maggio 1945, poco prima che i partigiani jugoslavi entrassero a Zagabria, Makanec fuggì dalla città con un gruppo di sedici ministri del governo. Il 17 maggio il gruppo si arrese agli inglesi a Tamsweg, in Austria, e furono estradati alle autorità jugoslave. Dopo un processo di un giorno davanti a un tribunale militare a Zagabria, il 6 giugno fu condannato a morte per alto tradimento e crimini di guerra e fucilato la mattina del giorno successivo.

### Approfondimenti
- (HR) Enis Zebić, Julije Makanec – razumijevanje filozofije države i politike u radovima do 1941. godine (PDF), in Filozofska istraživanja, vol. 27, n. 1, Croatian Philosophical Society, aprile 2007,  pp. 179-194. URL consultato il 12 febbraio 2017.
- (HR) Enis Zebić, Recepcija filozofije Julija Makanca u hrvatskoj filozofiji nakon 1990. godine. Fragmenti bez sinteze (PDF), in Filozofska istraživanja, vol. 28, n. 3, Croatian Philosophical Society, gennaio 2009,  pp. 657-663. URL consultato il 24 ottobre 2017.

| Controllo di autorità | VIAF (EN) 1730369 · ISNI (EN) 0000 0000 4243 7332 · LCCN (EN) n96016885 · GND (DE) 1042922497 · NSK (HR) 000059870 · CONOR.SI (SL) 21388131 |